# Giovanna
Giovanna ist ein weiblicher Vorname.

## Herkunft und Bedeutung
Der Name ist die italienische Form von Johanna und die weibliche Form von Giovanni.
Varianten sind Gianna, Giovannetta, Giannina, Nina, Gia und Vanna.

## Bekannte Namensträgerinnen
- Giovanna Amati (* 1959), italienische Automobilrennfahrerin und bisher letzte Frau, die an einem Qualifying für ein Formel-1-Rennen teilnahm
- Giovanna Antonelli (* 1976), brasilianische Schauspielerin und Sängerin
- Giovanna Arbunic Castro (* 1964), chilenische Schachspielerin
- Giovanna Astrua (1720–1757), italienische Opernsängerin (Sopran)
- Giovanna Borradori (* 1963), in den USA lebende italienische Philosophin
- Giovanna Maria Bonomo (1606–1670), römisch-katholische Äbtissin und Mystikerin, siehe Johanna Maria Bonomo
- Giovanna Cecchi (1914–2010), italienische Drehbuchautorin, siehe Suso Cecchi D’Amico
- Giovanna Corda (* 1952), belgische Politikerin und Europa-Abgeordnete
- Giovanna Debono (* 1956), maltesische Politikerin
- Giovanna Dandolo, Dogaressa von Venedig
- Giovanna Maria Farussi (1708–1776), italienische Theaterschauspielerin
- Giovanna Gagliardo (* 1941), italienische Filmregisseurin und Drehbuchautorin
- Giovanna Garzoni (1600–1670), italienische Malerin
- Giovanna Hoffmann (* 1998), deutsche Fußballspielerin
- Erika Giovanna Klien (1900–1957), österreichisch-US-amerikanische Künstlerin
- Giovanna Lenzi (* 1943), italienische Schauspielerin
- Giovanna Marini (1937–2024), italienische Musikerin, Sängerin, Komponistin, Liedermacherin und Musikethnologin
- Giovanna Melandri (* 1962), italienische Politikerin
- Giovanna Mezzogiorno (* 1974), italienische Film- und Theaterschauspielerin
- Anahí Giovanna Puente Portilla (* 1983), mexikanische Schauspielerin und Sängerin, siehe Anahí
- Giovanna Ralli (* 1935), italienische Schauspielerin
- Giovanna von Savoyen (1907–2000), Ehefrau des bulgarischen Zaren Boris III.
- Giovanna Trillini (* 1970), italienische Florettfechterin und Olympiasiegerin
- Giovanna Turchiarelli (* 1983), italienische Inline-Speedskaterin
- Giovanna Tornabuoni (1468–1488), Ehefrau von Lorenzo Tornabuoni und in Kunstwerken oft Porträtierte
- Giovanna Volpato (* 1975), italienische Marathonläuferin
- Giovanna Winterfeldt (* 1991), deutsche Synchronsprecherin, Sängerin und Drehbuchautorin